# Giuseppa di Fürstenberg-Weitra
Giuseppa di Fürstenberg-Weitra (nome completo in tedesco Maria Josefa Sophie; Vienna, 21 giugno 1776 – Vienna, 23 febbraio 1848) è stata principessa consorte del Liechtenstein dal 1805 al 1836, come moglie di Giovanni I Giuseppe.

## Biografia
Giuseppa nacque a Vienna in Austria, come secondogenita e prima figlia femmina di Joachim Egon, langravio di Fürstenberg-Weitra (1749–1828), (figlio a sua volta di Ludwig August Egon, langravio di Fürstenberg-Weitra e della contessa Maria Anna Josepha Fugger di Kirchberg), e di sua moglie, la contessa Sophia Maria di Oettingen-Wallerstein (1751–1835) (figlia a sua volta di Philipp Karl, conte di Oettingen-Wallerstein e della contessa Charlotte Juliana di Oettingen-Baldern).
Il 12 aprile 1792 a Vienna, sposò il principe Giovanni Giuseppe di Liechtenstein (1776–1848). La coppia ebbe in tutto 14 figli.
Fu una sostenitrice di Ludwig van Beethoven, il quale le dedicò la sua Sonata per pianoforte all'op. 27 nr. 1 "Quasi una fantasia", pubblicata nel 1801.
La principessa Giuseppa morì a Vienna il 23 febbraio 1848 e venne sepolto nella tomba fatta erigere dal marito presso Vranov, non lontano da Brno.

## Discendenza
Giuseppa e il principe Giovanni Giuseppe di Liechtenstein ebbero:
- Principessa Leopoldina (Vienna, 11 settembre 1793 – Vienna, 28 luglio 1808).
- Principessa Carolina (Vienna, 2 febbraio 1795 – morta nell'infanzia).
- Aloisio II, Principe di Liechtenstein (1796–1858).
- Principessa Sofia (Vienna, 5 settembre 1798 – Vienna, 27 giugno 1869), sposò a Vienna il 4 agosto 1817 Vincenz, Graf Esterházy von Galántha (Presburgo, 25 ottobre 1787 – Eisgrub, 19 ottobre 1835)[1] senza fligli, dama di compagnia dell'imperatrice Elisabetta d'Austria.
- Principessa Giuseppa (Vienna, 11 gennaio 1800 – Vienna, 14 giugno 1884), nubile e senza figli.
- Principe Francesco di Paola (1802–1887), sposò la Contessa Julia Potocka-Piława ed ebbe figli. Il suo bisnipote diventò il Principe Francesco Giuseppe II.
- Principe Carlo Giovanni (1803–1871), sposò Rosalie d'Hemricourt, Contessa di Grüne, ed ebbe figli.
- Principessa Clotilde (Vienna, 19 agosto 1804 – Vienna, 27 gennaio 1807).
- Principessa Enrichetta (Vienna, 1º aprile 1806 – Ischl, 15 giugno 1886), sposò a Vienna il 1º ottobre 1825 Joseph Graf Hunyady von Kéthely (Vienna, 13 gennaio 1801 – Vienna, 9 marzo 1869), ed ebbe figli.
- Principe Federico Adalberto (Vienna, 22 settembre 1807 – Vienna, 1º maggio 1885), 1018 ° Cavaliere dell'Ordine del Toson d'oro in Austria, sposò il 15 settembre 1848 il soprano Sofia Löwe (Oldenburg, 24 maggio 1815 – Buda, 28 novembre 1866), senza figli
- Principe Edoardo Francesco (1809–1864), sposò la Contessa Honoria Choloniowa-Choloniewska ed ebbe figli.
- Principe Augusto (Vienna, 22 aprile 1810 – Vienna, 27 maggio 1824).
- Principessa Ida (Eisgrub, Moravia, 12 settembre 1811 – Vienna, 27 giugno 1884), Dama della Corte Imperiale, Dama dell'Ordine della Croce stellata, sposò a Vienna il 30 luglio 1832 Karl, IV Fürst Paar, Freiherr auf Hartberg und Krottenstein (Brieg, Slesia, 6 gennaio 1806 – Vienna, 17 gennaio 1881), Gran Maestro Ereditario di Posta della Corte Imperiale,[2] ebbe fligli.
- Principe Rodolfo (Vienna, 5 ottobre 1816 – Vicenza, 19 giugno 1848), celibe e senza figli.

## Titoli e trattamento
- 21 giugno 1776 – 12 aprile 1792: Sua Altezza Serenissima, la langravina Giuseppa di Fürstenberg-Weitra
- 12 aprile 1792 – 24 marzo 1805: Sua Altezza Serenissima, la principessa Giuseppa del Liechtenstein
- 24 marzo 1805 – 20 aprile 1836: Sua Altezza Serenissima, la Principessa del Liechtenstein
- 20 aprile 1836 – 23 febbraio 1848: Sua Altezza Serenissima la principessa Giuseppa del Liechtenstein

## Ascendenza
|                                                 |                                              |                                                 | Genitori                                         |  |  | Nonni |  |  | Bisnonni                                            |  |  | Trisnonni                                              |  |
|                                                 |                                              |                                                 |                                                  |  |  |       |  |  | Langravio Prospero Ferdinando di Fürstenberg-Weitra |  |  | Langravio Massimiliano Francesco di Fürstenberg-Weitra |  |
|                                                 |                                              |                                                 |                                                  |  |  |       |  |  | Langravio Prospero Ferdinando di Fürstenberg-Weitra |  |  | Langravio Massimiliano Francesco di Fürstenberg-Weitra |  |
|                                                 |                                              | Maria Maddalena di Bernhausen                   |                                                  |  |  |       |  |  | Langravio Prospero Ferdinando di Fürstenberg-Weitra |  |  |                                                        |  |
| Langravio Luigi Augusto di Fürstenberg-Weitra   |                                              |                                                 |                                                  |  |  |       |  |  | Langravio Prospero Ferdinando di Fürstenberg-Weitra |  |  |                                                        |  |
|                                                 |                                              | Contessa Anna Sofia di Königsegg-Rothenfels     | Conte Leopoldo Guglielmo di Königsegg-Rothenfels |  |  |       |  |  |                                                     |  |  |                                                        |  |
|                                                 |                                              | Contessa Anna Sofia di Königsegg-Rothenfels     | Conte Leopoldo Guglielmo di Königsegg-Rothenfels |  |  |       |  |  |                                                     |  |  |                                                        |  |
|                                                 |                                              | Contessa Anna Sofia di Königsegg-Rothenfels     | Contessa Maria Polissena di Schärffenberg        |  |  |       |  |  |                                                     |  |  |                                                        |  |
| Langravio Gioacchino Egon di Fürstenberg-Weitra |                                              | Contessa Anna Sofia di Königsegg-Rothenfels     |                                                  |  |  |       |  |  |                                                     |  |  |                                                        |  |
|                                                 |                                              | Conte Massimiliano Giuseppe Fugger di Kirchberg | Conte Adamo Costantino Fugger di Kirchberg       |  |  |       |  |  |                                                     |  |  |                                                        |  |
|                                                 |                                              | Conte Massimiliano Giuseppe Fugger di Kirchberg | Conte Adamo Costantino Fugger di Kirchberg       |  |  |       |  |  |                                                     |  |  |                                                        |  |
|                                                 |                                              | Conte Massimiliano Giuseppe Fugger di Kirchberg | Baronessa Maria Isabella di Framking             |  |  |       |  |  |                                                     |  |  |                                                        |  |
| Contessa Maria Anna Fugger di Kirchberg         |                                              | Conte Massimiliano Giuseppe Fugger di Kirchberg |                                                  |  |  |       |  |  |                                                     |  |  |                                                        |  |
|                                                 |                                              | Contessa Maria Judith di Törring                | Conte Francesco Giuseppe di Törring              |  |  |       |  |  |                                                     |  |  |                                                        |  |
|                                                 |                                              | Contessa Maria Judith di Törring                | Conte Francesco Giuseppe di Törring              |  |  |       |  |  |                                                     |  |  |                                                        |  |
|                                                 |                                              | Contessa Maria Judith di Törring                | Baronessa Maria Orsola di Grammont               |  |  |       |  |  |                                                     |  |  |                                                        |  |
| Giuseppa Sofia di Fürstenberg-Weitra            |                                              | Contessa Maria Judith di Törring                |                                                  |  |  |       |  |  |                                                     |  |  |                                                        |  |
|                                                 | Conte Antonio Carlo di Oettingen-Wallerstein | Conte Filippo Carlo di Oettingen-Wallerstein    |                                                  |  |  |       |  |  |                                                     |  |  |                                                        |  |
|                                                 | Conte Antonio Carlo di Oettingen-Wallerstein | Conte Filippo Carlo di Oettingen-Wallerstein    |                                                  |  |  |       |  |  |                                                     |  |  |                                                        |  |
|                                                 | Conte Antonio Carlo di Oettingen-Wallerstein | Contessa Sofia Juliana di Oettingen-Oettingen   |                                                  |  |  |       |  |  |                                                     |  |  |                                                        |  |
| Conte Filippo Carlo di Oettingen-Wallerstein    | Conte Antonio Carlo di Oettingen-Wallerstein |                                                 |                                                  |  |  |       |  |  |                                                     |  |  |                                                        |  |
|                                                 |                                              | Contessa Maria Agnese Fugger di Glött           | Conte Francesco Ernesto Fugger di Glött          |  |  |       |  |  |                                                     |  |  |                                                        |  |
|                                                 |                                              | Contessa Maria Agnese Fugger di Glött           | Conte Francesco Ernesto Fugger di Glött          |  |  |       |  |  |                                                     |  |  |                                                        |  |
|                                                 |                                              | Contessa Maria Agnese Fugger di Glött           | Condesa Maria Teresa di Oettingen-Katzenstein    |  |  |       |  |  |                                                     |  |  |                                                        |  |
| Contessa Sofia Maria di Oettingen-Wallerstein   |                                              | Contessa Maria Agnese Fugger di Glött           |                                                  |  |  |       |  |  |                                                     |  |  |                                                        |  |
|                                                 |                                              | Conte Kraft Antonio di Oettingen-Baldern        | Conte Kraft Antonio di Oettingen-Baldern         |  |  |       |  |  |                                                     |  |  |                                                        |  |
|                                                 |                                              | Conte Kraft Antonio di Oettingen-Baldern        | Conte Kraft Antonio di Oettingen-Baldern         |  |  |       |  |  |                                                     |  |  |                                                        |  |
|                                                 |                                              | Conte Kraft Antonio di Oettingen-Baldern        | Baronessa Maria Sidonia di Sötern                |  |  |       |  |  |                                                     |  |  |                                                        |  |
| Contessa Carlotta Juliana di Oettingen-Baldern  |                                              | Conte Kraft Antonio di Oettingen-Baldern        |                                                  |  |  |       |  |  |                                                     |  |  |                                                        |  |
|                                                 |                                              | Contessa Maria Eleonora di Schönborn-Buchheim   | Conte Melchiorre Federico di Schönborn-Buchheim  |  |  |       |  |  |                                                     |  |  |                                                        |  |
|                                                 |                                              | Contessa Maria Eleonora di Schönborn-Buchheim   | Conte Melchiorre Federico di Schönborn-Buchheim  |  |  |       |  |  |                                                     |  |  |                                                        |  |
|                                                 |                                              | Contessa Maria Eleonora di Schönborn-Buchheim   | Baronessa Maria Sofia di Boineburg-Lengsfeld     |  |  |       |  |  |                                                     |  |  |                                                        |  |
|                                                 |                                              | Contessa Maria Eleonora di Schönborn-Buchheim   |                                                  |  |  |       |  |  |                                                     |  |  |                                                        |  |